# U-978
| U-978                      | U-978                                                          | U-978                                                          |
| -------------------------- | -------------------------------------------------------------- | -------------------------------------------------------------- |
|                            |                                                                |                                                                |
|                            |                                                                |                                                                |
|                            |                                                                |                                                                |
| Під прапором               | Третій рейх                                                    | Третій рейх                                                    |
| Спуск на воду              | 1 квітня 1943 року                                             | 1 квітня 1943 року                                             |
| Виведений зі складу флоту  | 9 травня 1945 року                                             | 9 травня 1945 року                                             |
| Сучасний статус            | потоплено                                                      | потоплено                                                      |
| Проєкт                     |                                                                |                                                                |
| Тип ПЧ                     | Торпедний ДПЧ                                                  | Торпедний ДПЧ                                                  |
| Основні характеристики     |                                                                |                                                                |
| Швидкість (надводна)       | 17,7 вузла                                                     | 17,7 вузла                                                     |
| Швидкість (підводна)       | 7,6 вузла                                                      | 7,6 вузла                                                      |
| Робоча глибина занурення   | 100 м                                                          | 100 м                                                          |
| Гранична глибина занурення | 220 м                                                          | 220 м                                                          |
| Екіпаж                     | 44 особи                                                       | 44 особи                                                       |
| Розміри                    |                                                                |                                                                |
| Довжина найбільша (по КВЛ) | 67,1 м                                                         | 67,1 м                                                         |
| Ширина корпусу найб.       | 6,2 м                                                          | 6,2 м                                                          |
| Висота                     | 9,6 м                                                          | 9,6 м                                                          |
| Середня осадка (по КВЛ)    | 4,70 м                                                         | 4,70 м                                                         |
| Водотоннажність надводна   | 769 т                                                          | 769 т                                                          |
| Озброєння                  |                                                                |                                                                |
| Артилерія                  | одна палубна гармата калібру 88-мм, одна 20-мм зенітна гармата | одна палубна гармата калібру 88-мм, одна 20-мм зенітна гармата |
| Торпедно- мінне озброєння  | 4 носових і один кормовий ТА. 14 торпед або 26 мін             | 4 носових і один кормовий ТА. 14 торпед або 26 мін             |

U-978 — німецький підводний човен типу VIIC, часів Другої світової війни.
Замовлення на будівництво човна віддане 5 червня 1941 року. Човен заклали на верфі суднобудівної компанії «Blohm & Voss» у місті Гамбург 24 липня 1942 року під заводським номером 178, спущений на воду 1 квітня 1943 року. 12 травня 1943 року увійшов до складу 5-ї флотилії. Також за час служби входив до складу 3-ї та 11-ї флотилій. Єдиним командиром підводного човна був капітан-лейтенант Гюнтер Пульст.
Човен виконав 2 бойових походи, в яких пошкодив одне судно.
Капітулював 9 травня 1945 року у Лофіорді поблизу Тронгейму. 29 травня 1945 року переведено до Лох-Раяну, Шотландія. Потоплено 11 грудня 1945 року північніше Ірландії (56°10′ пн. ш. 10°05′ зх. д. / 56.167° пн. ш. 10.083° зх. д.) у рамках проведення операції «Дедлайт».

## Потоплені та пошкоджені кораблі[3]
| Назва              | Тип                | Належність | Дата              | Тоннаж (БРТ) | Вантаж                        | Статус     | Місце                                                      |
| William D. Burnham | суховантажне судно | США        | 23 листопада 1944 | 7176         | 3917 т їжі та 166 автомобілів | пошкоджено | 49°46′ пн. ш. 01°15′ зх. д. / 49.767° пн. ш. 1.250° зх. д. |